# Escut de Prades

Escut oficial de Prades

L'escut oficial de Prades, a la comarca del Baix Camp, té el següent blasonament: un escut caironat quarterat en sautor; primer i quart d'or, quatre pals de gules; segon i tercer d'atzur, sembrat de flors de lis d'or; ressaltant al cap un lambel de gules de 3 penjants. Per timbre una corona de comte. Va ser aprovat el 7 d'octubre del 1997.
Aquest escut, el tradicional de la vila, són les armes dels comtes de Prades, que pertanyien al Casal de Barcelona: s'hi representen, de manera duplicada, els quatre pals de Catalunya (les armes reials) i el flordelisat amb el lambel de la branca napolitana dels Anjou. La corona del capdamunt és la de comte. Els primers comtes de Prades (segle xiv), que eren els amos del castell i de la vila fortificada, foren l'infant Pere, fill del rei Jaume el Just, i Blanca de Nàpols. Els Prades han tingut un paper destacat en la història de Catalunya des dels seus orígens fundacionals.